# Testudo (zoologia)
Testudo è un genere di rettili appartenente all'ordine delle testuggini.

## Tassonomia

### Specie
- Testudo graeca (Linnaeus, 1758)
- Testudo hermanni (Gmelin, 1789)
- Testudo horsfieldii (Gray, 1844)
- Testudo kleinmanni (Lortet, 1883)
- Testudo marginata (Schoepff, 1792)
- Testudo werneri (Perälä, 2001)[1][2]

### Specie estinte
- Testudo atlas

### Nuove classificazioni
In base ai recenti dati molecolari/morfologici è stata proposta una nuova classificazione e frammentazione del genere Testudo:
- Agrionemys hermanni
- Agrionemys horsfieldii
- Chersus kleimanni (Gmira, 1993)
- Chersus marginata (Gmira, 1993)
- Testudo graeca
- Testudo ibera

Da altri Autori è stato proposto di elevare a rango di genere la specie T.hermanni denominandola Eurotestudo.
Questo gruppo include due specie:
- Eurotestudo hermanni per la forma occidentale T.hermanni hermanni
- Eurotestudo boettgeri per le forme orientali T.hermanni boettgeri e T.hermanni hercegovinensis.

### Morfologia
Sono dei rettili terrestri caratterizzati da un guscio che ne protegge il corpo: questo è composto da una parte superiore, il carapace e da una inferiore, il piastrone, unite insieme tramite ponti ossei. A loro volta sono costituite da due strati: quello più interno è costituito da placche ossee unite tra loro da margini irregolari frastagliati detti suture, quello più superficiale è invece composto da materiale corneo, come la cheratina, suddiviso in placche denominate scuti che crescono per ispessimento.
Dal guscio fuoriescono il capo, i quattro arti e la coda che vengono retratti in caso di pericolo o nei momenti di riposo.
La livrea è molto variabile, presenta dei disegni con colori mimetici, generalmente correlati all'habitat originario della specie.
Le dimensioni massime variano secondo la specie, le dimensioni medie maggiori si hanno nei maschi di Testudo marginata con 40 cm e le minori nei maschi della Testudo kleinmanni con soli 10 cm.
Ma le dimensioni maggiori erano raggiunte dalla estinta Testudo atlas.
Alta 180 cm, lunga 250 cm e dal peso stimato di 4 tonnellate.

## Sensi

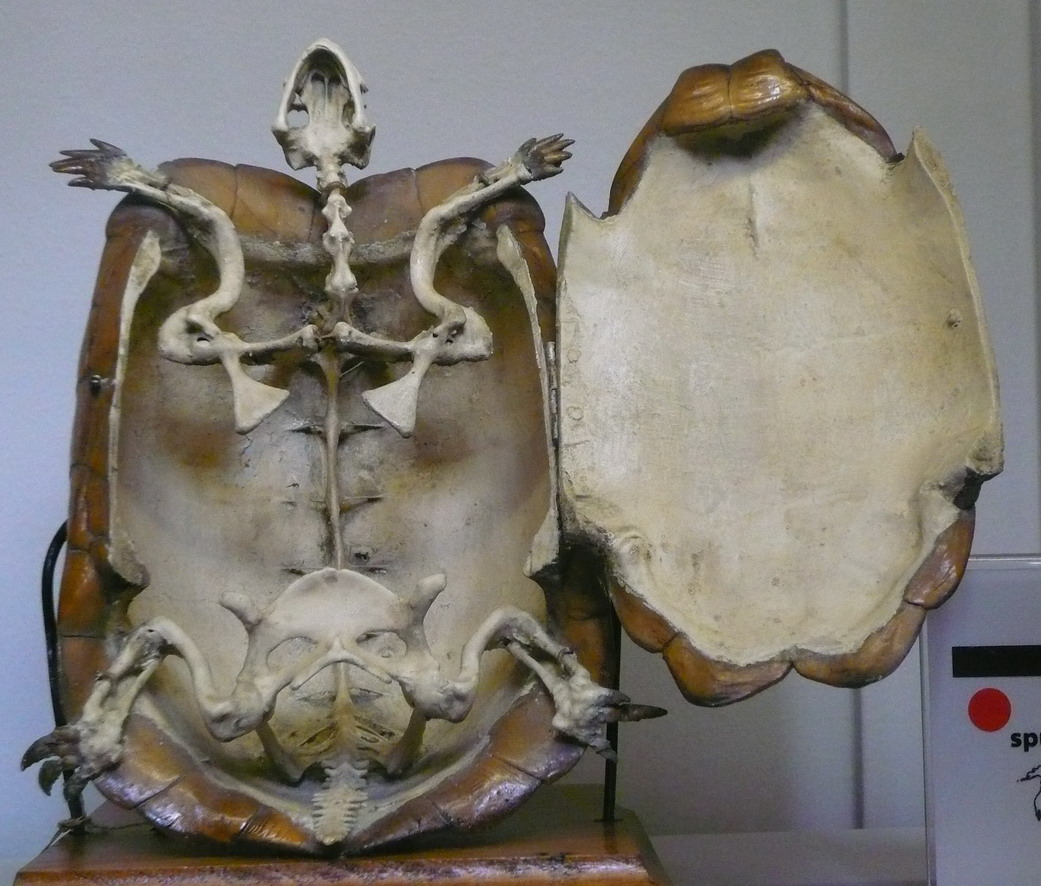
Scheletro di T. h. hermanni

Le testuggini hanno una buona vista: sanno distinguere forme, colori e riconoscono anche persone. Hanno un senso dell'orientamento molto preciso: se vengono spostate qualche centinaio di metri dal territorio al quale sono molto legate ci ritorneranno in breve tempo. Sono molto sensibili alle vibrazioni del suolo anche se non hanno un udito sviluppato. L'odorato invece è ben sviluppato ed ha un ruolo importante nel riconoscimento del cibo e del sesso per l'accoppiamento.

## Dimorfismo sessuale

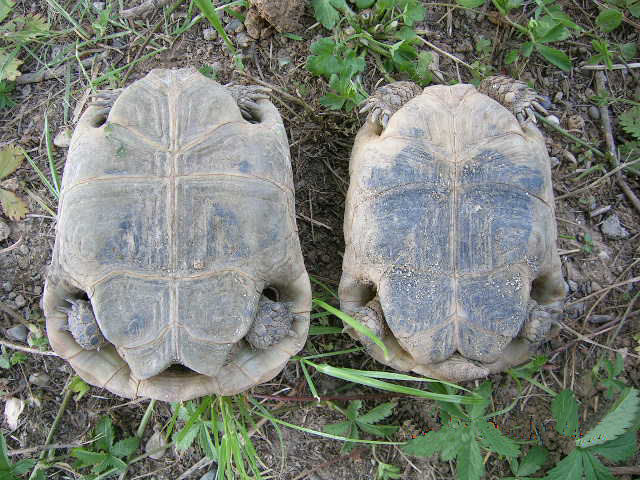
T. graeca - Dimorfismo sessuale: (sinistra), (destra)

Il riconoscimento del sesso avviene attraverso l'individuazione dei caratteri sessuali secondari.
I maschi possiedono una coda lunga, robusta e grossa alla base. La femmina ha coda piccola e corta. La distanza dell'apertura cloacale dalla base della coda è maggiore nel maschio. In genere i maschi adulti presentano una concavità nel piastrone per facilitare la monta sul carapace della femmina, il piastrone delle femmine e degli esemplari giovani e subadulti è piatto; l'angolo formato dagli scuti anali del piastrone è molto maggiore nel maschio; l'altezza degli stessi scuti è però maggiore nella femmina. Lo scuto sopracaudale del maschio è curvo verso il basso, nella femmina è allineato con il resto del carapace.

## Biologia

### Attività
Le Testudo sono animali ectotermi e nelle prime ore della giornata si crogiolano al sole per innalzare la temperatura corporea e attivare le funzioni metaboliche. L'esposizione al sole permette di assumere i raggi UVB necessari per la sintesi della vitamina D. Raggiunta la temperatura corporea utile per l'attivazione degli enzimi atti alla digestione, le tartarughe si dedicano alla ricerca del cibo. Con temperature dell'aria superiori ai 36 °C o inferiori ai 15 °C esse si rifugiano nelle cavità dei tronchi, tra la vegetazione bassa o riparandosi in anfratti e cunicoli, sospendendo ogni attività e riducendo il proprio metabolismo: a seconda delle stagioni si può parlare di letargo o di estivazione.

### Letargo ed estivazione

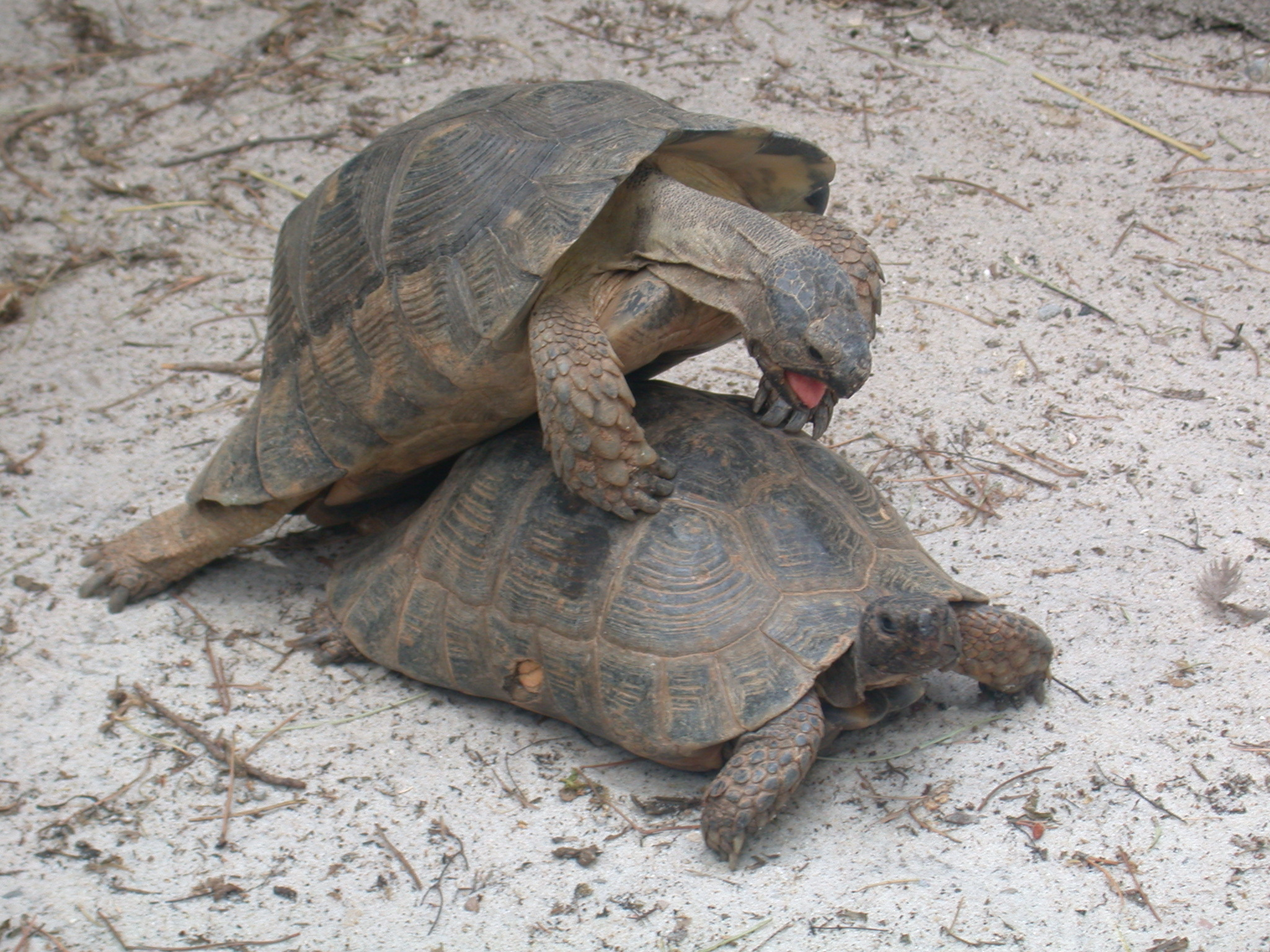
T. marginata Accoppiamento

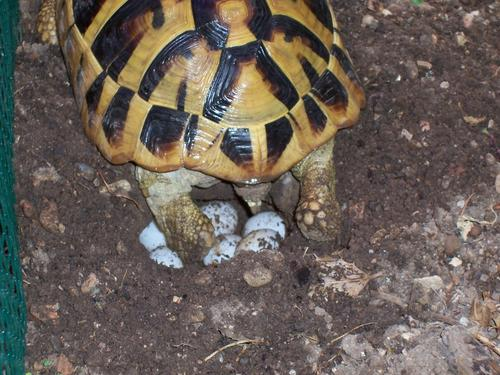
T. hermanni boettgeri Deposizione

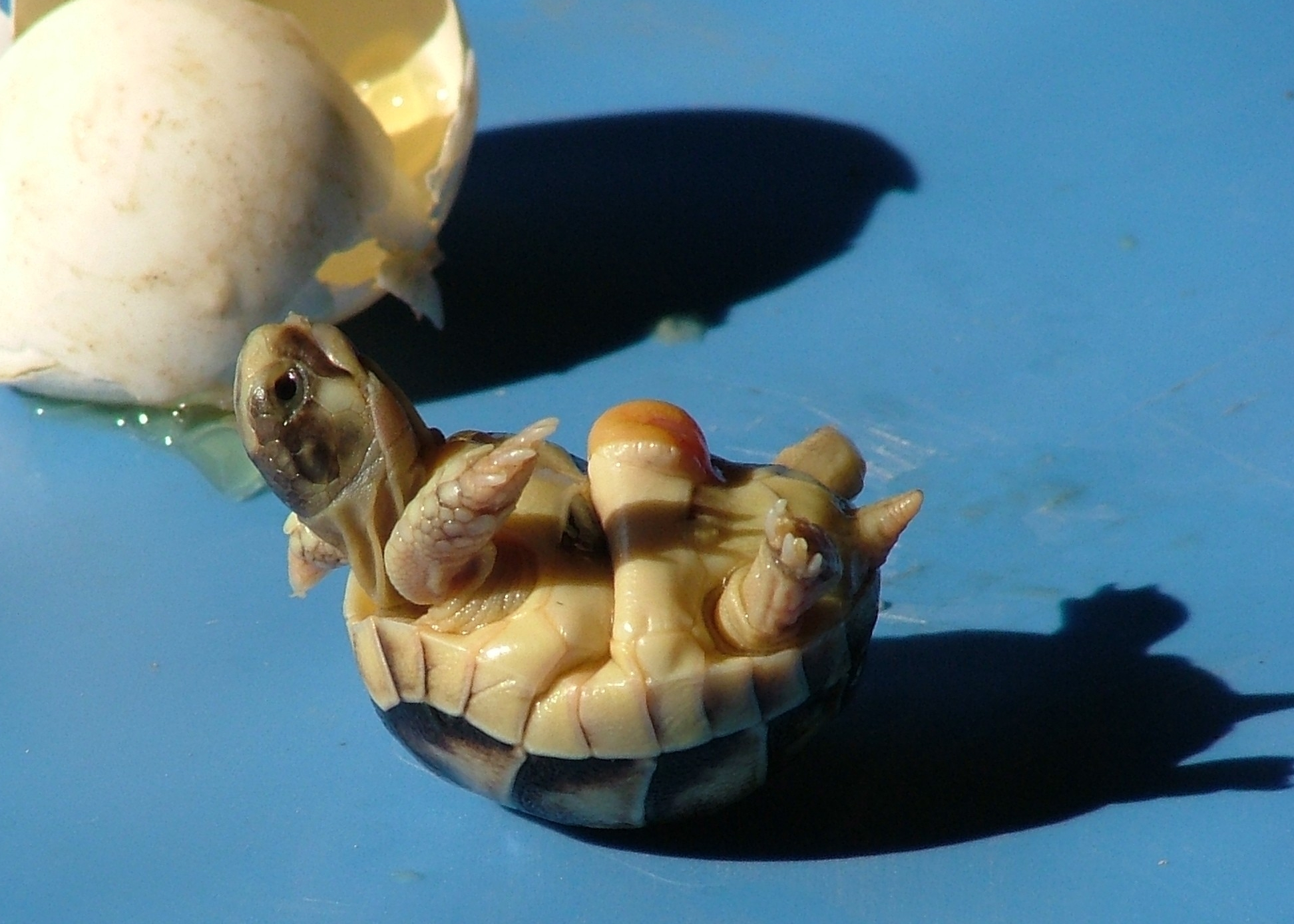
Sacco vitellino

Il letargo e l'estivazione sono delle strategie di sopravvivenza adottate per superare periodi climatici avversi.
Le specie desertiche come la Testudo kleinmanni e la Testudo werneri, nei periodi più caldi vanno in estivazione rifugiandosi in profonde tane.
In autunno, le specie presenti nelle zone dal clima mediterraneo, al calare delle temperature, smettono di alimentarsi anche per più di 20 giorni per poter svuotare completamente l'intestino da residui di cibo.
Diventano sempre più apatiche e, verso novembre o dicembre a seconda della latitudine, iniziano ad interrarsi o a ripararsi in luoghi protetti e cadono in letargo.
In natura gli esemplari si interrano anche di 10-20 centimetri.
Le Testudo horsfieldii, nel loro habitat naturale caratterizzato da lunghi inverni rigidi e da estati torride prive di precipitazioni, sono addirittura attive solo per pochi mesi l'anno. Le sottospecie T.h.baluchiorum e T.h.kazakhstanica, hanno il loro periodo di attività compreso tra aprile e luglio perché spesso all'estate torrida e asciutta segue un inverno precoce e molto rigido passando così direttamente dall'estivazione al letargo. Per sfuggire a queste avverse condizioni ambientali scavano buche profonde fino a 2 metri.
La temperatura ideale di letargo, calcolata nel luogo di interramento, è di 5 °C; temperature inferiori ai 2 °C arrecano danni cerebrali o morte, superiori ai 10 °C provocano uno stato di dormiveglia pericoloso che determina l'esaurimento delle scorte di grasso necessarie a superare l'inverno.
Il letargo e/o l'estivazione sono fasi metaboliche assolutamente necessarie per queste specie, e studi recenti ne hanno dimostrato l'importanza anche per l'avvio ciclico dei processi riproduttivi.
L'uscita dal letargo avviene generalmente nel mese di marzo ed è legata al rialzarsi delle temperature diurne, la fine dell'estivazione con il calare delle temperature estive.

### Accoppiamento
Con il risveglio inizia il corteggiamento da parte del maschio con un rituale che prevede inseguimenti, morsi e colpi di carapace alla femmina.
Il maschio monta sul dorso della femmina per la copula che avviene con l'estroflessione del pene contenuto nella grossa coda e in questa occasione emette l'unico verso udibile di questi rettili per il resto muti.
La femmina può arrivare fino a 4 anni di anfigonia ritardata, conservando lo sperma in un apposito organo, la spermateca, all'interno dell'ovidutto.

### Riproduzione

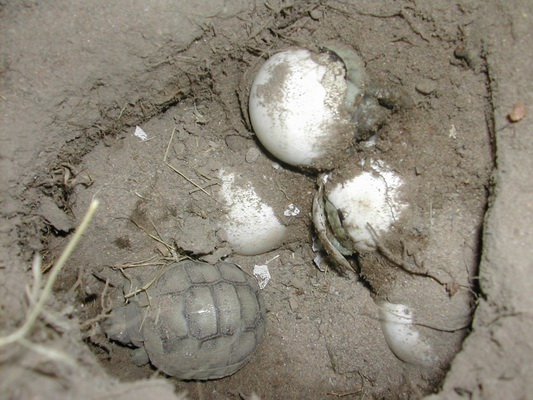
Schiusa delle uova

Le Testudo sono ovipare. Le femmine depongono, entro buche nel terreno scavate con le zampe posteriori, in più volte un numero variabile di uova in relazione alla taglia dell'esemplare e alla specifica specie. Il tempo di incubazione, 2 o 3 mesi circa, e il sesso sono in relazione con la temperatura.
Con temperatura di incubazione inferiore ai 30,5 °C si avrà una preponderanza di esemplari maschi, con temperatura superiore ai 30,5 °C in maggioranza femmine. Il tartarughino per rompere il guscio si avvale del cosiddetto "dente dell'uovo", un tubercolo corneo destinato a sparire in pochi giorni. Durante la fuoriuscita dall'uovo viene assorbito totalmente il sacco vitellino.

### Alimentazione
Sono rettili prettamente vegetariani, solo raramente mangiano artropodi o chiocciole, queste ultime utili per l'apporto di calcio del guscio.
Saltuariamente non disdegnano piccole carogne o escrementi.
L'habitat delle Testudo è caratterizzato da lunghi periodi di scarsa piovosità e un raro apporto proteico in regime di scarsa alimentazione prevalentemente composta da fibre funge da integrazione e non arreca danni.

## Distribuzione e habitat

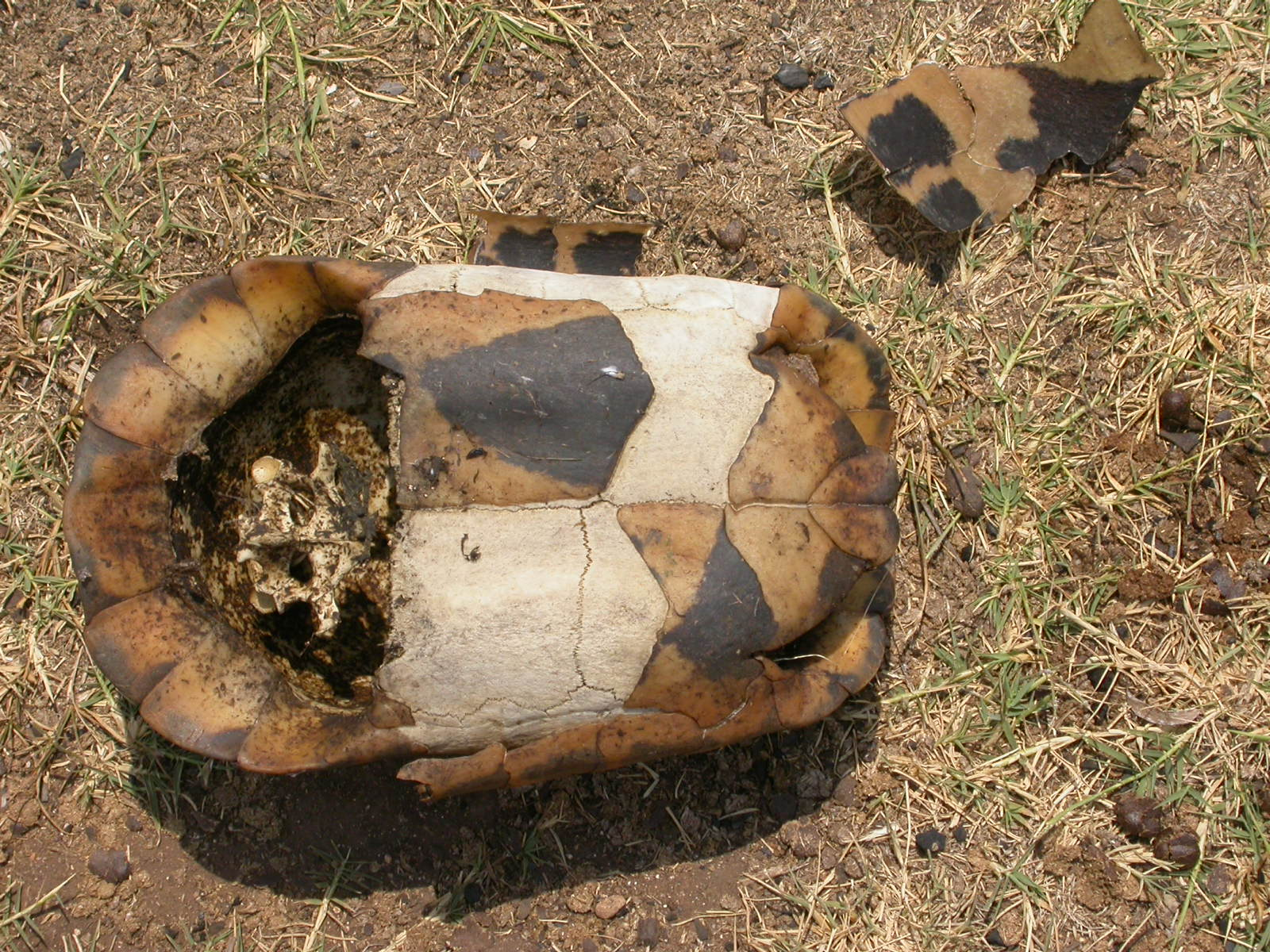
Guscio di T. marginata morta per un incendio

Le Testudo sono diffuse nel Paleartico, dai paesi del bacino del mar Mediterraneo fino ai confini con la Cina in una fascia compresa all'incirca tra il 25º e 50º meridiano nord.
L'habitat, a seconda della specie e dei luoghi, è mediterraneo, desertico o stepposo.
In Italia coincide con la zona fitoclimatica del Lauretum.

## Conservazione

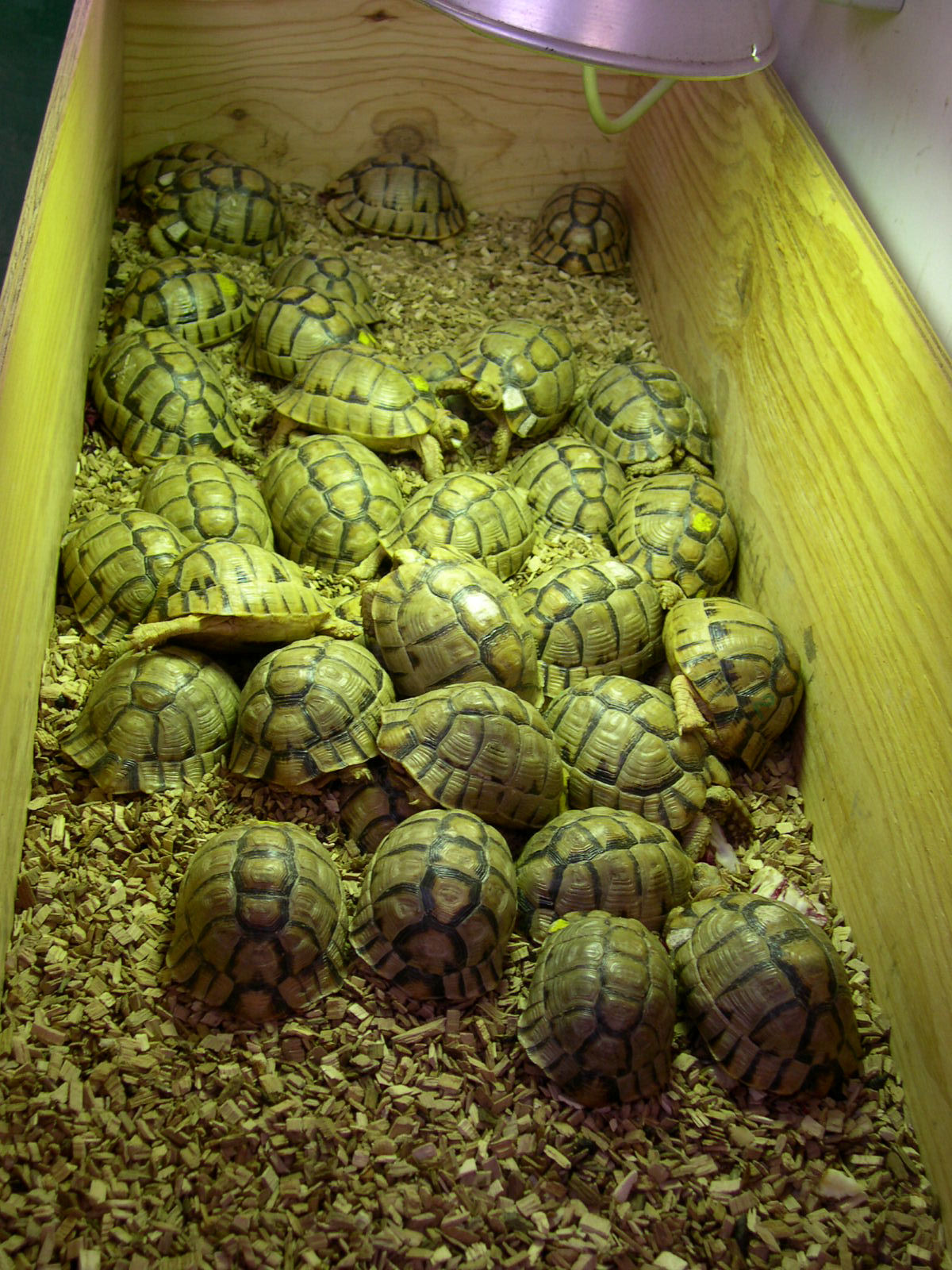
T. kleinmanni e werneri (esemplari importati clandestinamente e sequestrati dal Corpo Forestale dello Stato)

Le testuggini sono a grave rischio di scomparsa nell'ambiente naturale soprattutto per fattori antropogenici quali l'agricoltura meccanizzata e l'uso dei pesticidi, il traffico automobilistico, gli incendi, la distruzione dell'ambiente naturale e l'urbanizzazione, la cattura illegale e nella predazione da parte di animali selvatici.

## Storia, arte e cultura

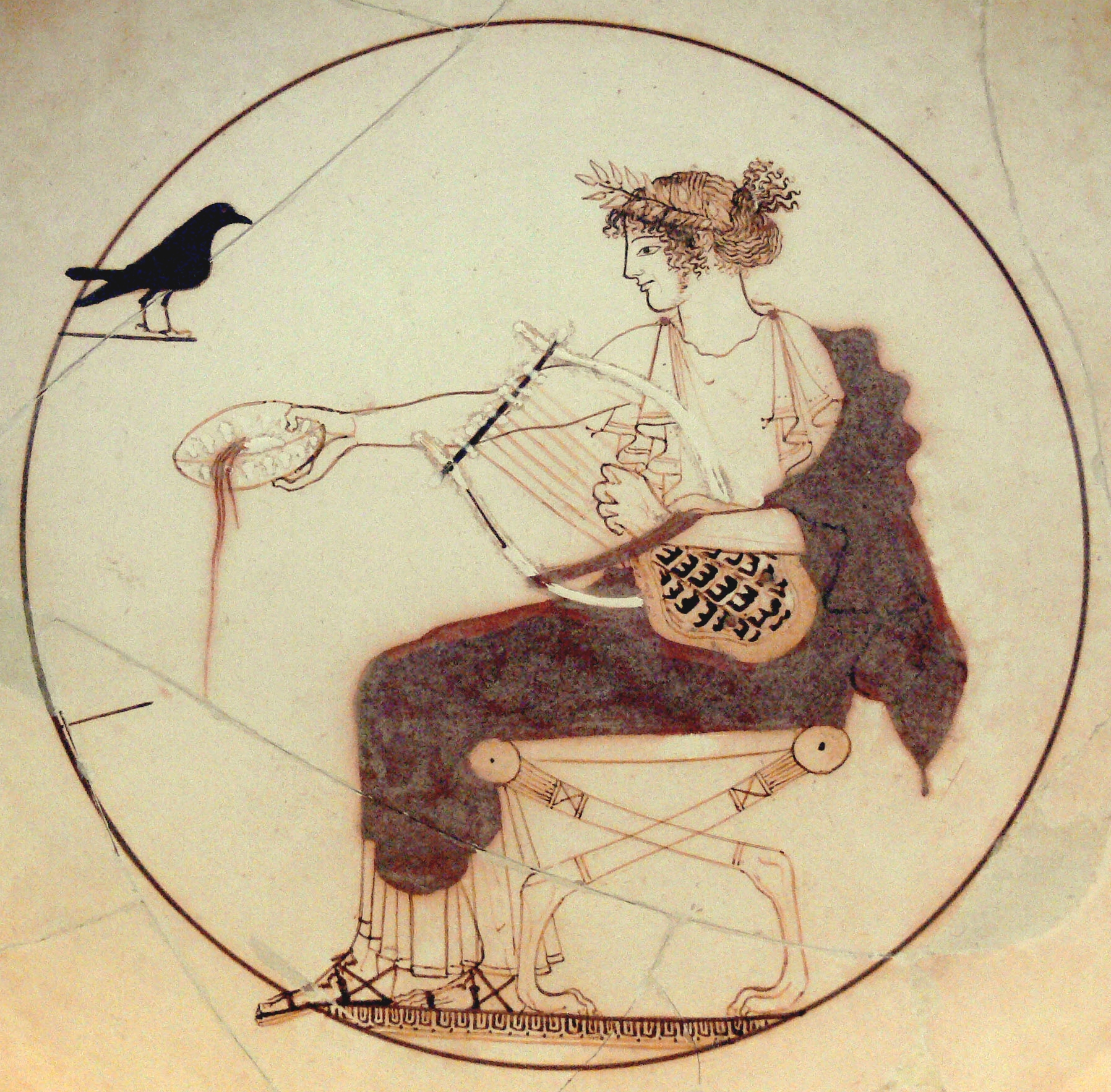
Apollo con la Chelys-lyra ricavata dal carapace di una T.hermanni, pittura vascolare greca, ca. 460 a.C.

Fin dall'antichità le Testudo sono state catturate e allevate per usi alimentari, utilitaristici e come animale da giardino.  Dal carapace se ne ricavavano svariati oggetti di uso comune, preziosi inserti in opere di ebanisteria e gioielleria e casse armoniche per strumenti musicali. La mitologia greca ci narra che l'inventore della lira fu Hermes. Un giorno il dio trovò all'interno della grotta una tartaruga. La uccise, ne prese il carapace e tendendo sette corde di budello di pecora su dei corni di antilope ne ricavò lo strumento musicale. In seguito Ermes la regalò ad Apollo, e questi al figlio Orfeo.
Numerosi sono i rinvenimenti di gusci o oggetti da essi ricavati in sepolture antiche;  da svariati ritrovamenti si ipotizza, ma potrebbero essere delle intrusioni post-deposizionali, che gli Etruschi inserivano delle tartarughe vive nelle tombe. I ritrovamenti di gusci nella casa di Giulio Polibio a Pompei confermano che questi rettili erano allevati in epoca romana come animali da giardino. 

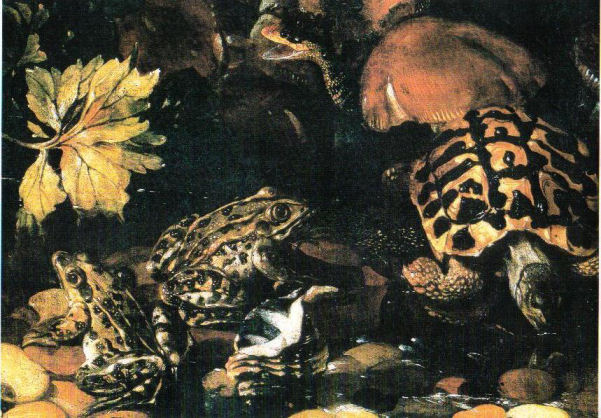
Dipinto di Paolo Porpora (Napoli 1617-Roma 1673), le T. h. hermanni sono un tema iconografico ricorrente in molti suoi dipinti

Nel passato furono allevate da alcuni ordini ordini monastici perché le loro carni, ritenute altamente nutritive soprattutto per gli infermi, erano tra le poche di cui la Chiesa cattolica consentiva il consumo nei giorni di astinenza.  Sin dai primordi dell'arte, innumerevoli sono le raffigurazioni di testuggini, in alcune di esse è possibile identificare con certezza l'appartenenza alla specie. In letteratura è ricorrente il personaggio della tartaruga come raffigurazione della longevità e della pacatezza, famoso è il racconto di Esopo, La lepre e la tartaruga. In matematica è da ricordare, Achille e la tartaruga, il secondo dei paradossi formulati da Zenone di Elea. Vuole la leggenda che Eschilo sia morto per colpa di un'aquila, o più probabilmente di un gipeto, che avrebbe lasciato cadere, per spezzarla, una tartaruga sulla sua testa, scambiandola, data la calvizie, per una pietra.

## Legislazione
Inserito in Red List, il genere Testudo è protetto dalla Convenzione di Berna e incluso nella Convenzione di Washington, C.I.T.E.S. appendice I e II e ne è assolutamente vietato il prelievo in natura. In Italia i compiti di sorveglianza e di gestione delle norme applicative delle convenzioni internazionali per la tutela delle specie animali sono di competenza del Corpo Forestale dello Stato.

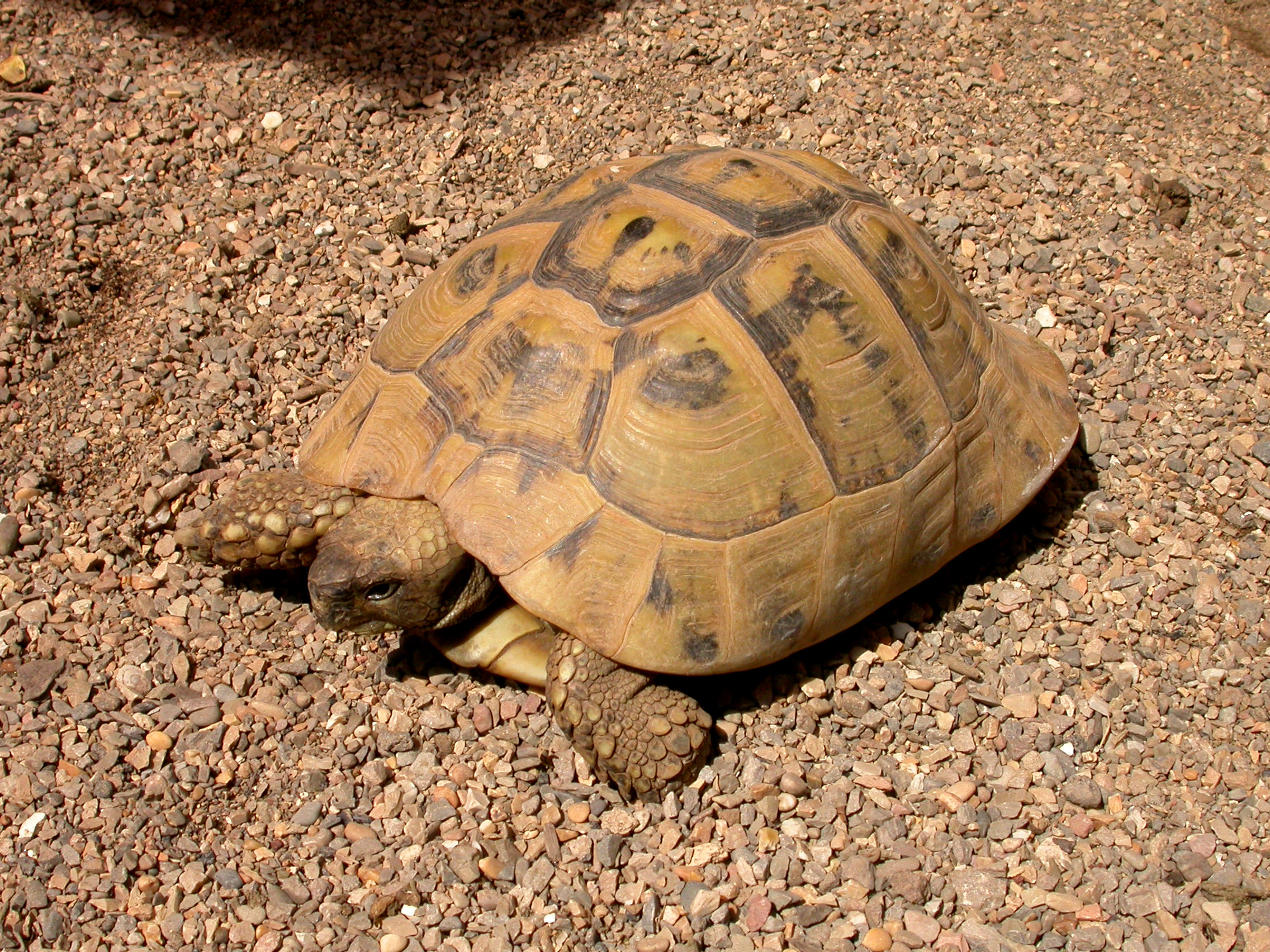
T. hermanni ssp. boettgeri

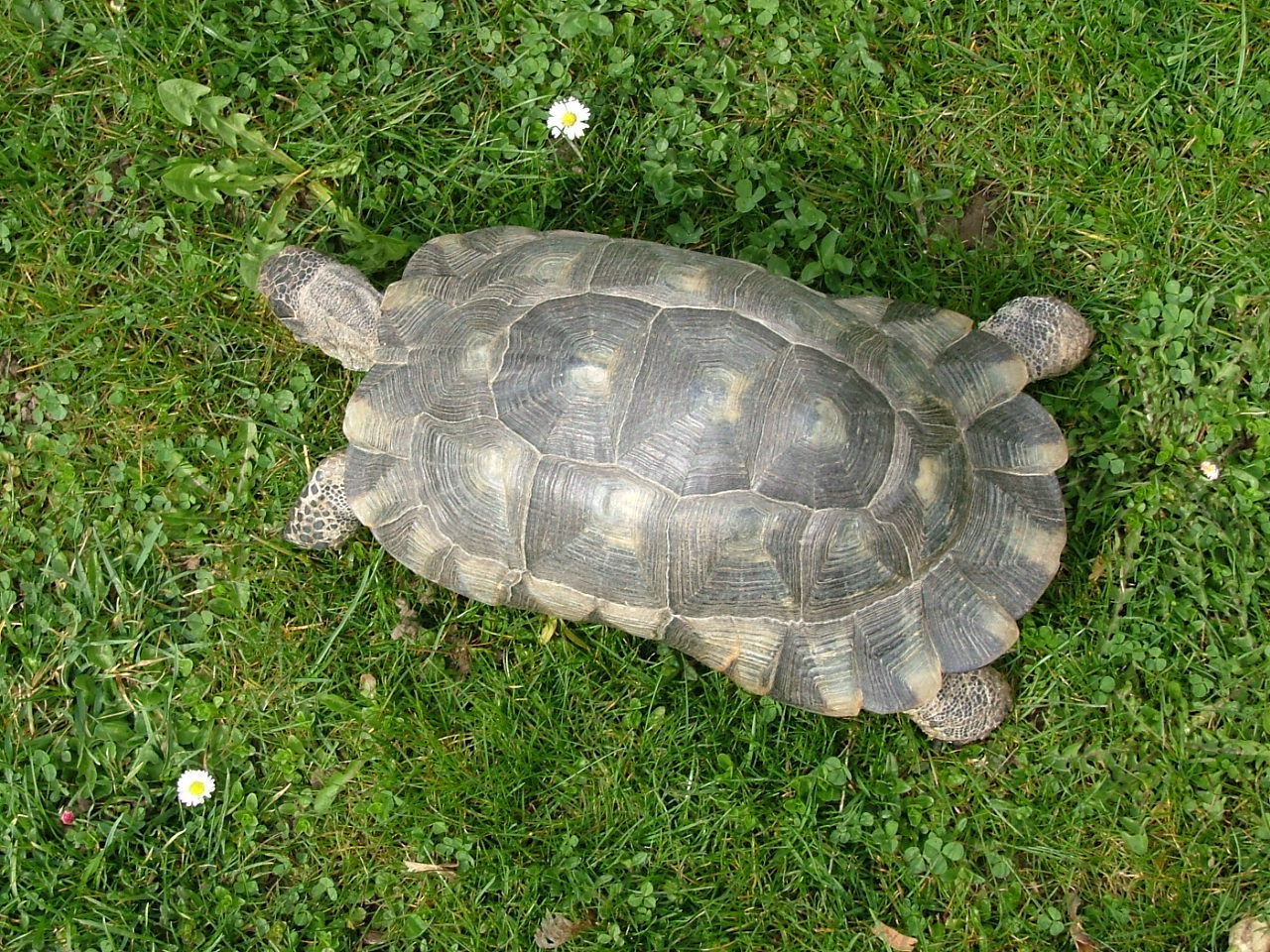
T. marginata

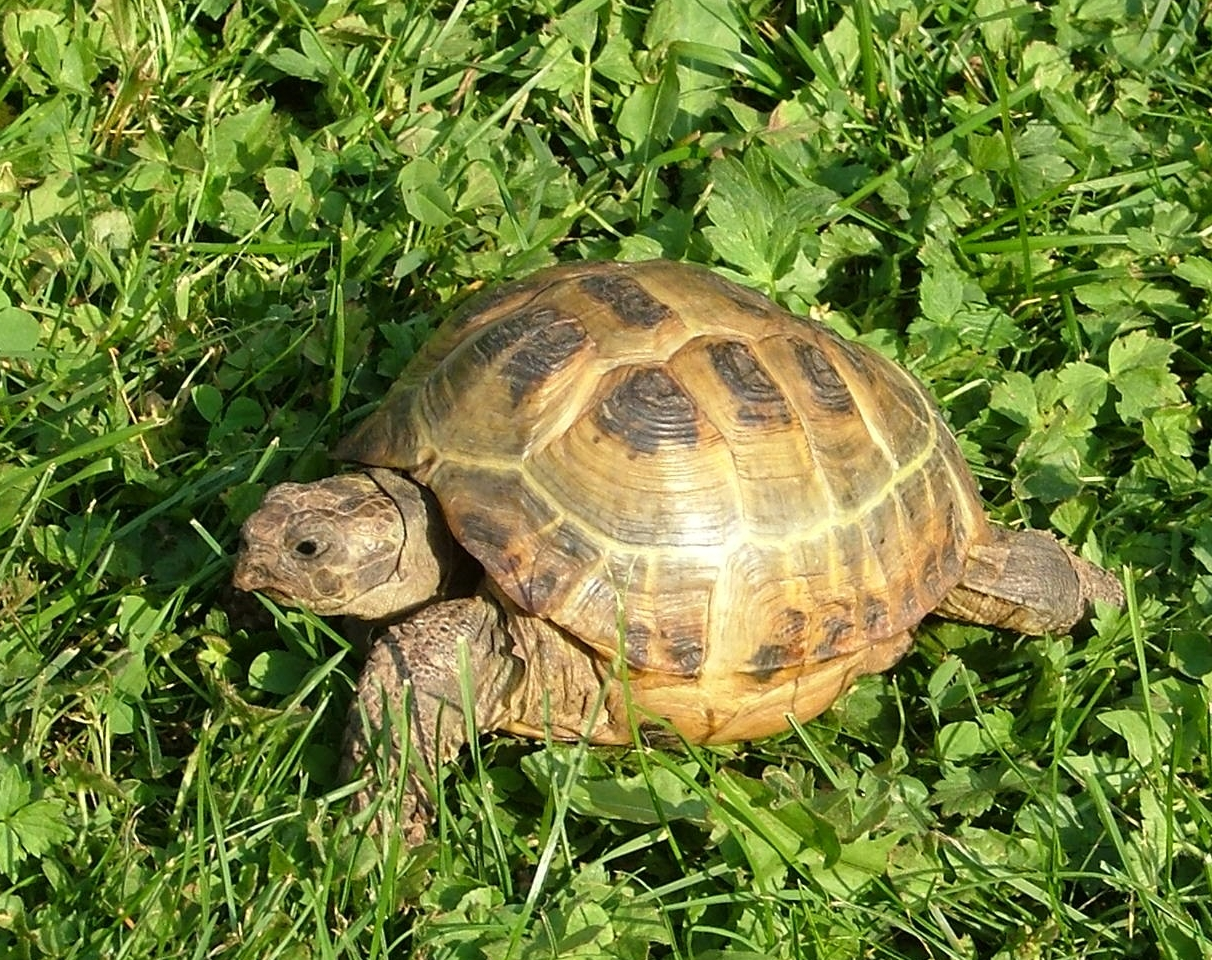
T. horsfieldii

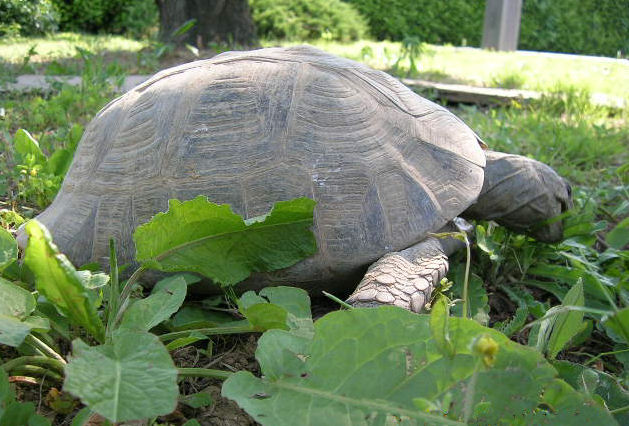
T. graeca

### Manualistica
- Guida alle tartarughe terrestri, Marta Avanzi - De Vecchi Editore, 2002 ISBN 88-412-7620-7
- Il manuale di pronto soccorso per rettili, Marco Salvadori - Schiff Editore, 2001
- Il grande libro delle tartarughe acquatiche e terrestri, Marta Avanzi e Massimo Millefanti De Vecchi Editore, 2003 ISBN 88-412-7651-7
- La testuggine comune Testudo hermanni, Holger Vetter, REPTILIA Ediciones S.L. & Edition ChimairaVetter ISBN 84-934185-1-X
- Tartarughe terrestri, Fabrizio Pirotta - Editore: Il Sole 24 Ore Edagricole, 2001 ISBN 88-506-4361-6
- Terrario facile, Valentina Fabris e Luciano di Tizio - Primaris sas
- Terralog (in inglese e tedesco), Holger Vetter - Edition Chimaira ISBN 3-930612-57-7
- The Turtles of Russia and Other Ex-Soviet Republics, Sergius L Kuzmin - Edition Chimaira ISBN 3-930612-58-5